# St. Vitus (Veitshöchheim)

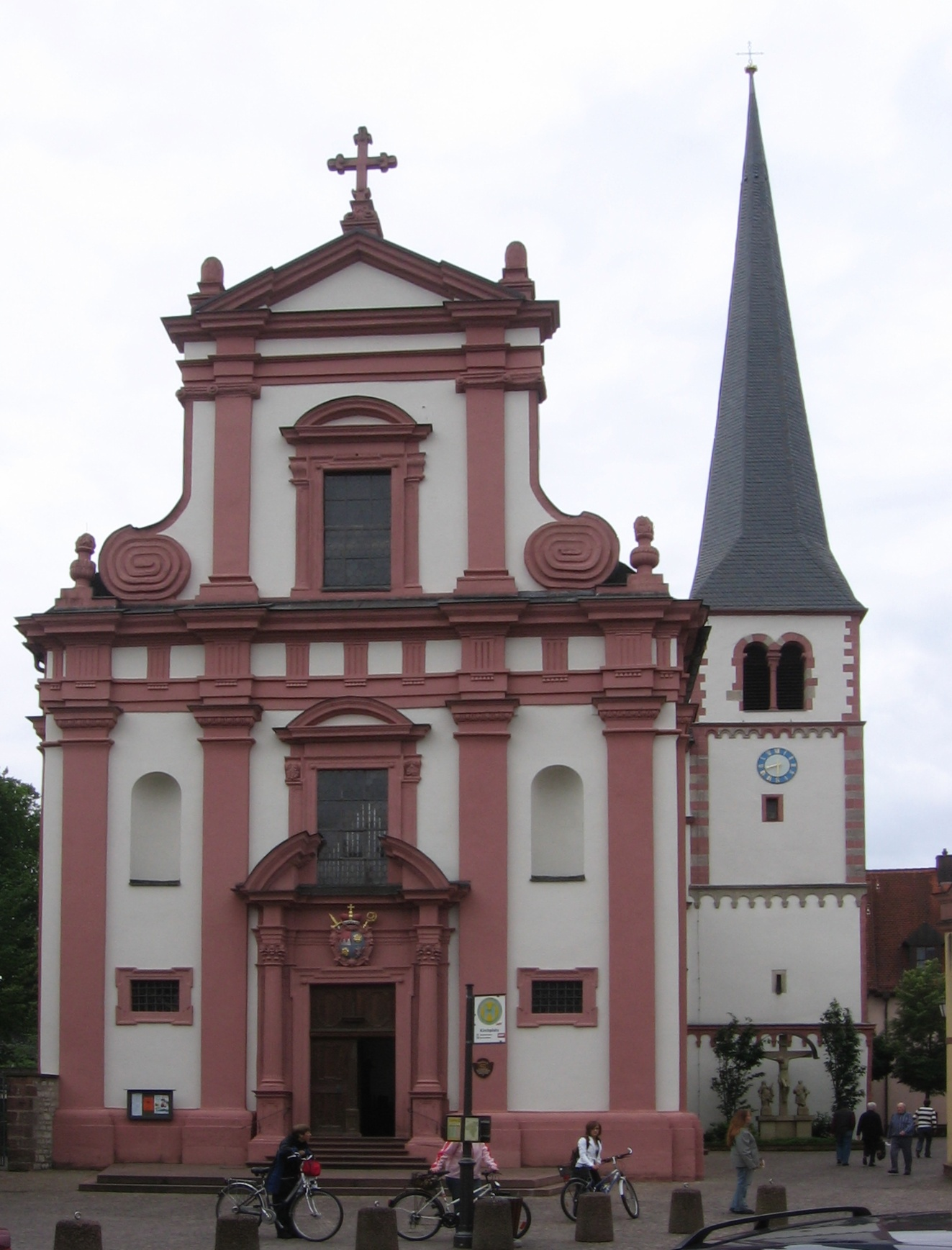
St. Vitus

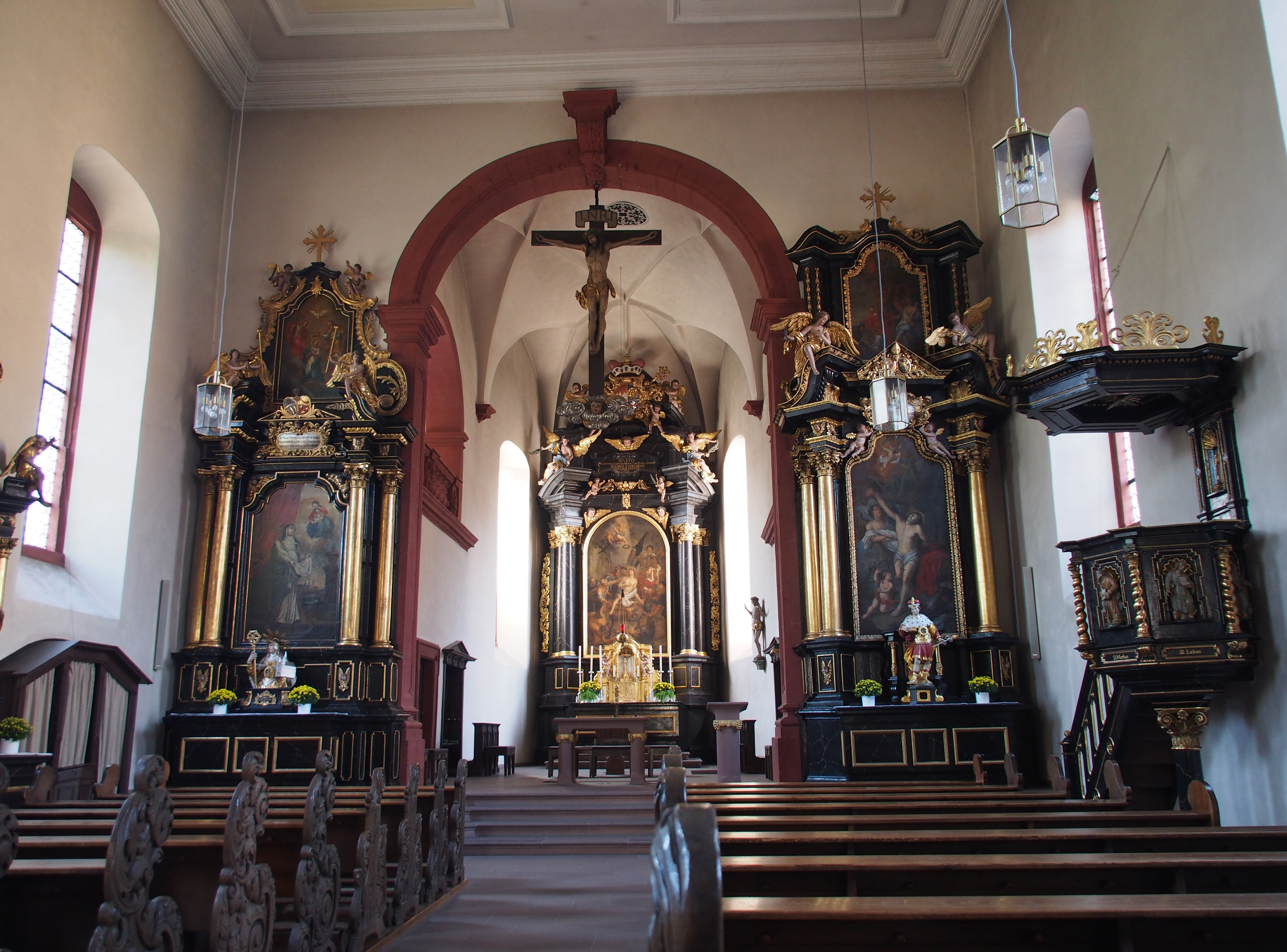
Innenraum mit Altar

St. Vitus ist die katholische Pfarrkirche von Veitshöchheim.
Um 1200 war an gleicher Stelle eine romanische Kirche erbaut und unter den Schutz des hl. Vitus (Veit) gestellt worden, dessen Name auf den Ort überging. Von diesem Bau ist der Turm erhalten.
Das Langhaus wurde Ende des 17. Jahrhunderts durch eine rechteckige Saalkirche mit gotisierendem Chor und repräsentativer Fassade ersetzt. Die Portalfront zeigt Formen des römischen Barock.
Die reiche barocke Ausstattung umfasst neben dem Hochaltar mit Altarbild des Veitsmartyriums zwei Seitenaltäre, Kanzel, Taufbecken und weitere Heiligenfiguren.
Den Bau der Kirche hatte der Würzburger Fürstbischof Johann Gottfried von Guttenberg veranlasst, dessen Wappen über dem Hauptportal angebracht ist. Er hatte etwa zeitgleich den Bau von Schloss Veitshöchheim begonnen. Die Mittel stellte das Stephanskloster, zu dessen Ländereien Veitshöchheim bis zur Säkularisation 1803 gehörte. Geweiht wurde St. Vitus am 17. Juli 1691.